# Harald Goertz
Harald Goertz OBE (geboren am 31. Oktober 1924 in Wien; gestorben am 10. Februar 2019) war ein österreichischer Dirigent, Pianist und Musikforscher.

## Leben
Goertz studierte Klavier (bei Friedrich Wührer) und Dirigieren (bei Leopold Reichwein, Josef Krips und Hans Swarowsky) an der Musikakademie und Germanistik und Anglistik an der Universität Wien. 1947 wurde er an der Universität Wien über das Verhältnis von Franz Grillparzer und Zacharias Werner promoviert. Danach arbeitete er als Kapellmeister u. a. bei den Wiener Sängerknaben. Ferner war er Assistent von Herbert von Karajan am Teatro alla Scala in Mailand. Er wirkte als Musikdirektor in Ulm und als Professor an der Staatlichen Hochschule für Musik Stuttgart. Ab 1949 war er an der Wiener Musikhochschule tätig, wo er 1972 außerordentlicher und 1981 ordentlicher Professor für Korrepetition und Operngeschichte wurde. 1995 folgte seine Emeritierung. Bis 1991 arbeitete er zudem an der Wiener Staatsoper. Von 1964 bis 1997 war er Gründungspräsident der Österreichischen Gesellschaft für Musik, danach deren Vizepräsident.
Goertz war verheiratet und Vater zweier Kinder.

## Auszeichnungen
- Officer of the British Empire
- Bundesverdienstkreuz I. Klasse

## Publikationen (Auswahl)
- Mozarts Dichter Lorenzo Da Ponte: Genie und Abenteurer. Österreichischer Bundesverlag, Wien 1985, ISBN 3-215-05646-1.
- Gerhard Wimberger. Österreichischer Bundesverlag, Wien 1991, ISBN 3-215-07700-0 (= Österreichische Komponisten des XX. Jahrhunderts. Bd. 25).
- Musikhandbuch für Österreich: Struktur und Organisation des österreichischen Musikwesens. Namen, Adressen, Information. Eine Publikation des Österreichischen Musikrates. 3. verbesserte Auflage, Doblinger, Wien u. a. 1993, ISBN 3-900695-25-3.
- Österreichische Komponisten unserer Zeit. Hg. vom Österreichischen Musikrat, Bärenreiter, Kassel u. a. 1994 (= Beiträge der Österreichischen Gesellschaft für Musik. Bd. 9)
- Verdi für Opernfreunde: Längsschnitte von Ai͏̈da bis Zaccaria. Böhlau, Wien u. a. 2000, ISBN 3-205-99273-3.
- Hg.: Hanns-Eisler-Symposion zum 100. Geburtstag von Hanns Eisler. Bärenreiter, Kassel u. a. 2000, ISBN 3-7618-1495-X (= Beiträge der Österreichischen Gesellschaft für Musik. Bd. 10)
- Mozart – Mythos – Literatur – Politik: eine Anthologie. Doblinger, Wien 2010, ISBN 978-3-902667-20-5 (= Beiträge der Österreichischen Gesellschaft für Musik. Bd. 13).